# 蒂庫安特佩

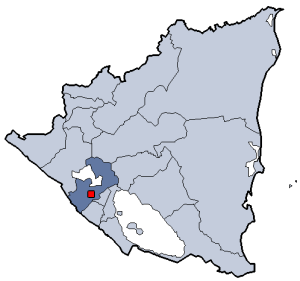

蒂庫安特佩（西班牙語：Ticuantepe），是尼加拉瓜的城鎮，位於該國西部，由馬那瓜省負責管轄，始建於1974年7月，面積60.79平方公里，2005年人口27,008，人口密度每平方公里442.75人。